# Sutton (New Hampshire)
Sutton – miejscowość w Stanach Zjednoczonych, w stanie New Hampshire, w hrabstwie Merrimack.